# Himertosoma basilewskyi
Himertosoma basilewskyi là một loài tò vò trong họ Ichneumonidae.